# Alicia (Bohol)
Pour les articles homonymes, voir Alicia.
Alicia est une municipalité de la province de Bohol.
On compte 15 barangays :
- Cabatang
- Cagongcagong
- Cambaol
- Cayacay
- Del Monte
- Katipunan
- La Hacienda
- Mahayag
- Napo
- Pagahat
- Poblacion (Calingganay)
- Progreso
- Putlongcam
- Sudlon (Omhon)
- Untaga

## Galerie

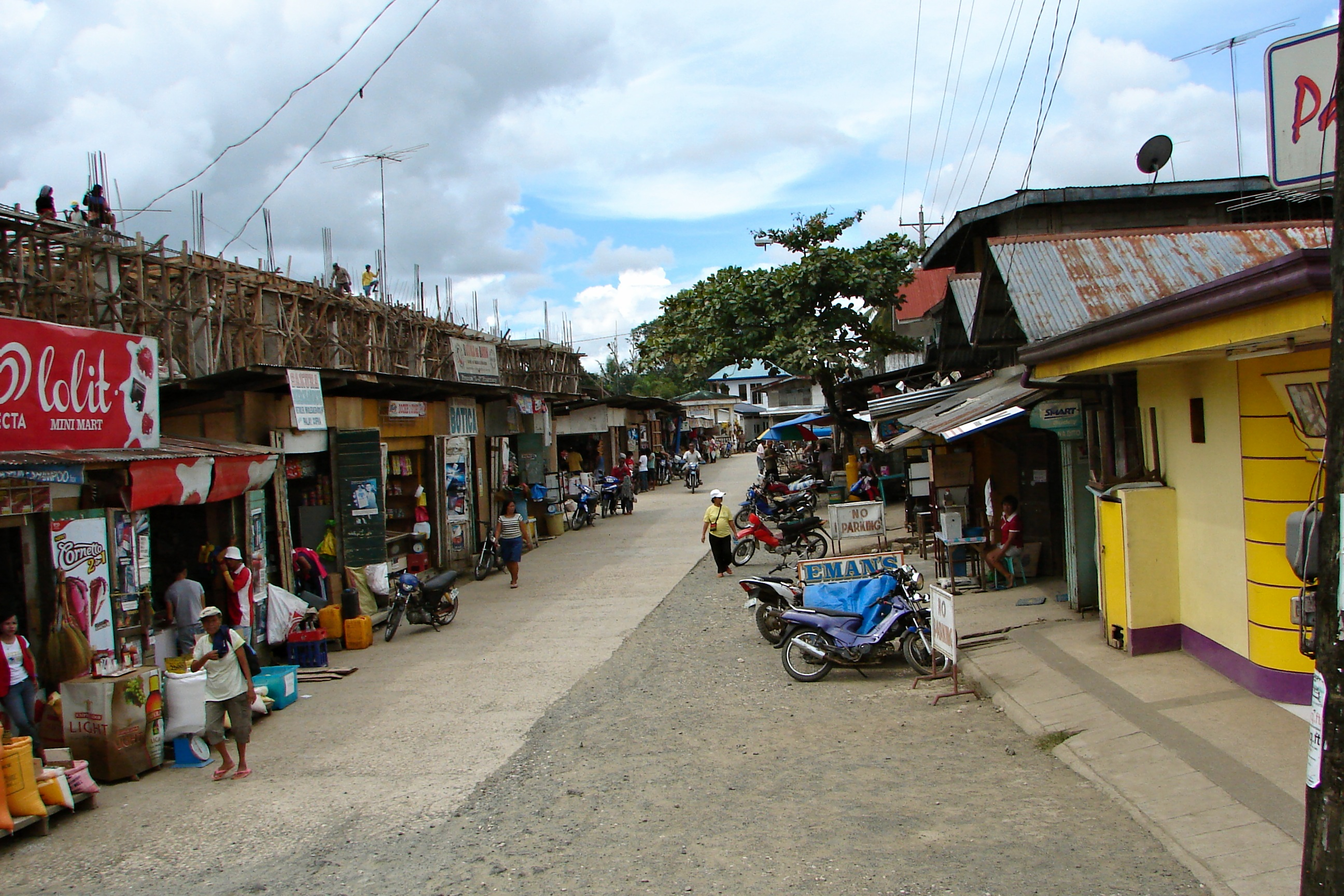
Rue commerçante
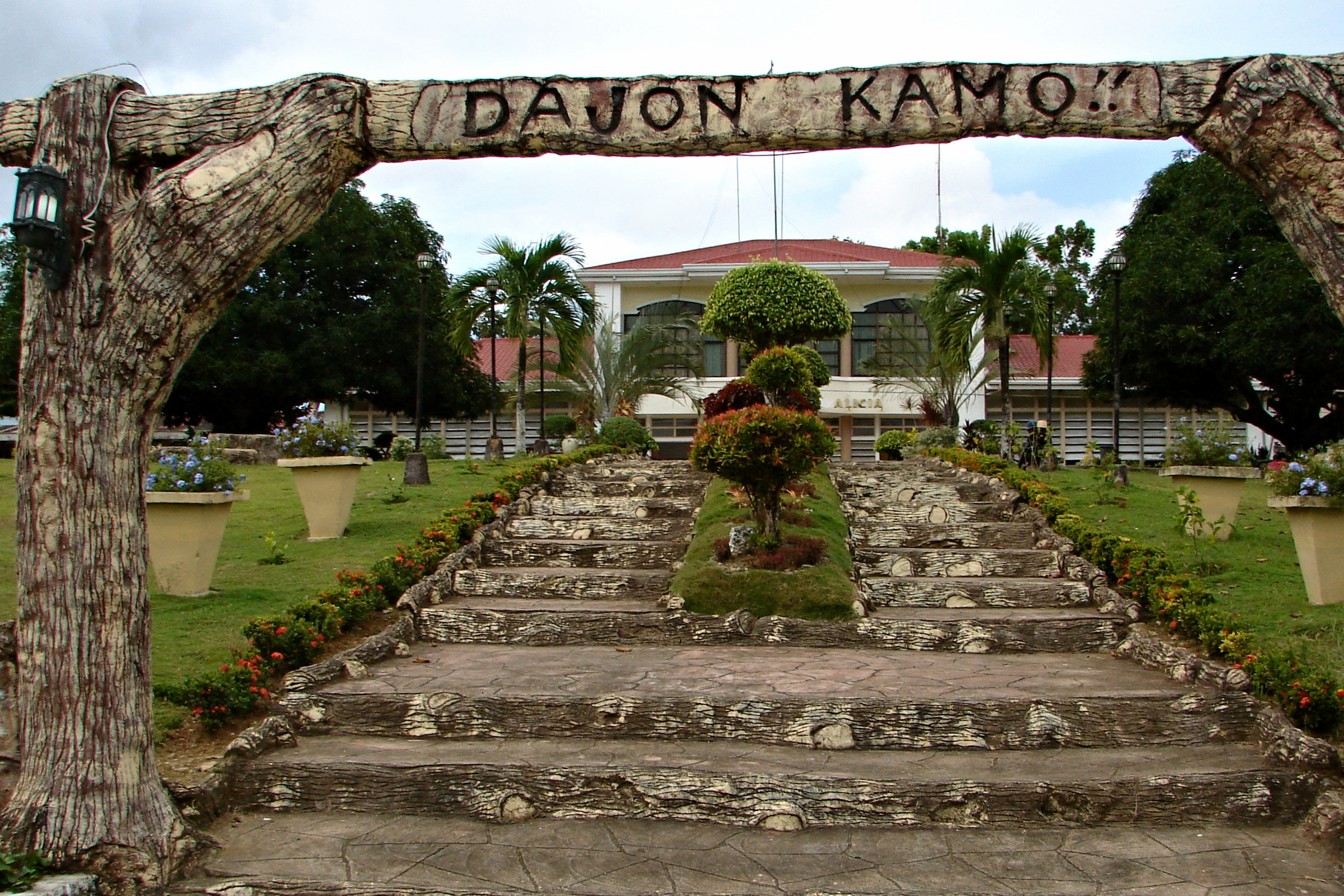
Place de l'hôtel de ville
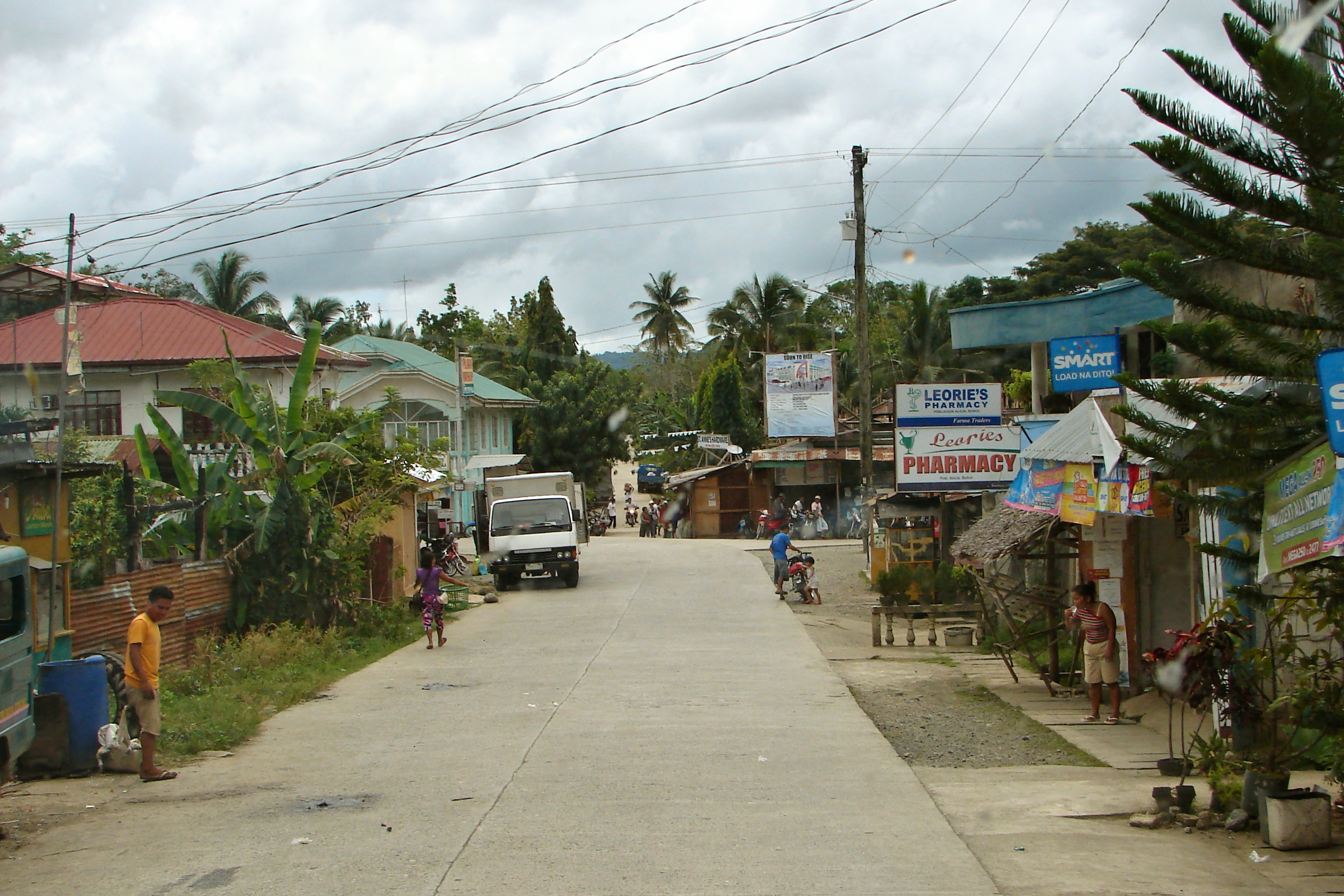
Rue
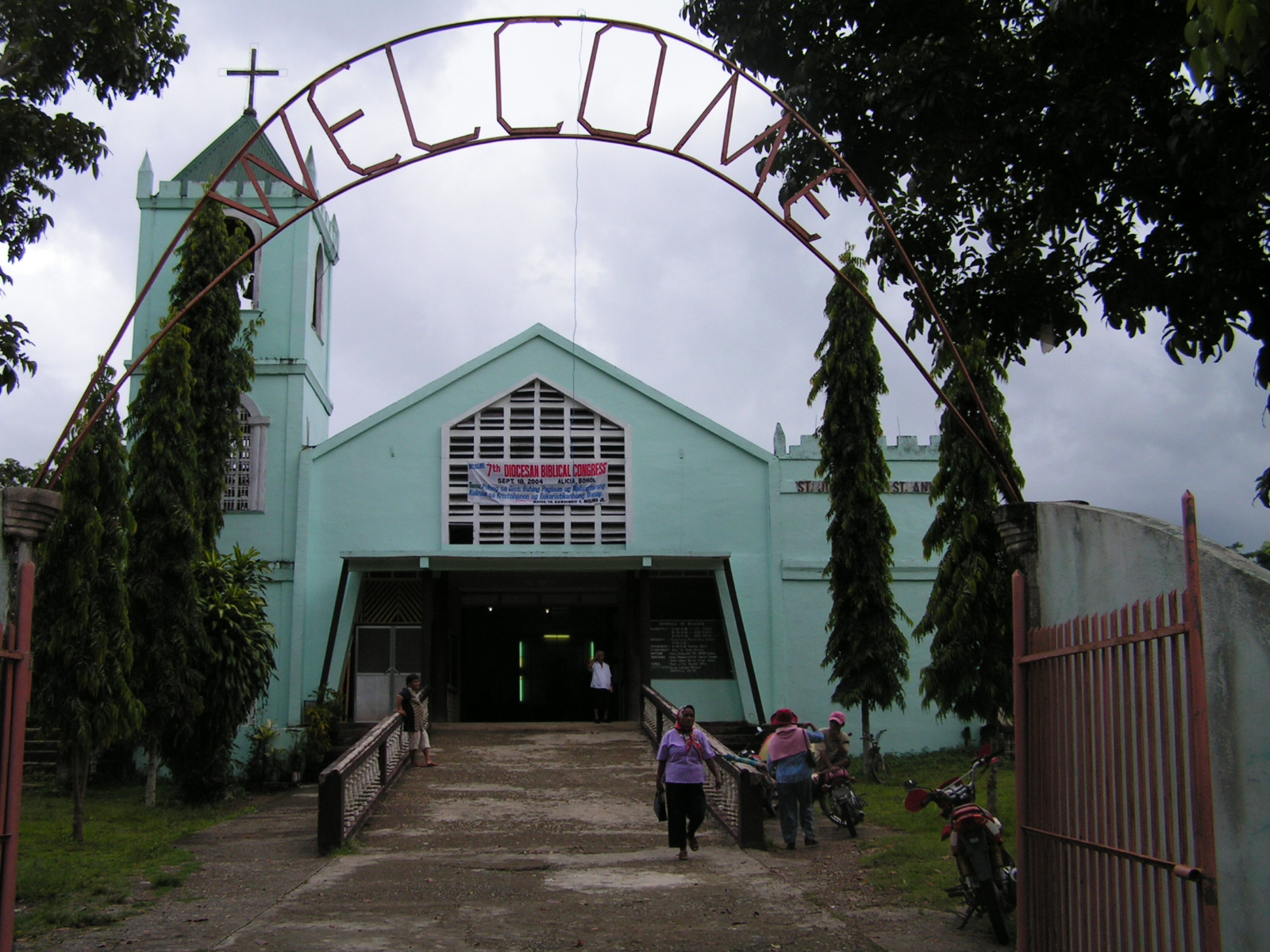
Eglise